# 긴지 (배우)
긴지(일본어:  銀治, 1970년 7월 8일 ~ )는 일본 배우이자 전자위관으로, 미야기현 출신다.